# 希贝尼克
希贝尼克（克羅埃西亞語： [ʃîbeniːk]）是克罗地亚希贝尼克-克宁县的县治所在，是達爾馬提亞第三大城市，為地區性的經濟、教育及工業中心。它位于克尔卡河注入亚得里亚海处，是亞得里亞海沿海最古老的克羅埃西亞人聚居地。2011年，该市有34,302人。市镇总人口则是46,332人。

## 友好城市
- 法國 瓦龙
- 意大利奇维塔诺瓦-马尔凯
- 意大利聖貝尼迪托德隆托

## 延伸阅读
- Thomas Graham Jackson, , , Oxford: Clarendon Press, 1887, OL 23292286M
- R. Lambert Playfair, ,  3rd, London: J. Murray, 1892, OL 16538259M
- Chisholm, Hugh (编). .  (第11版). London: Cambridge University Press. 1911.